# 苏瓦耶库尔
苏瓦耶库尔（法語：Soyécourt）是法国皮卡第大区索姆省的一个市镇，属于佩罗讷区绍讷县。该市镇2009年时的人口为182人。

## 人口
苏瓦耶库尔人口变化图示
| 数据来源：INSEE |